# I'm Forever Blowing Bubbles

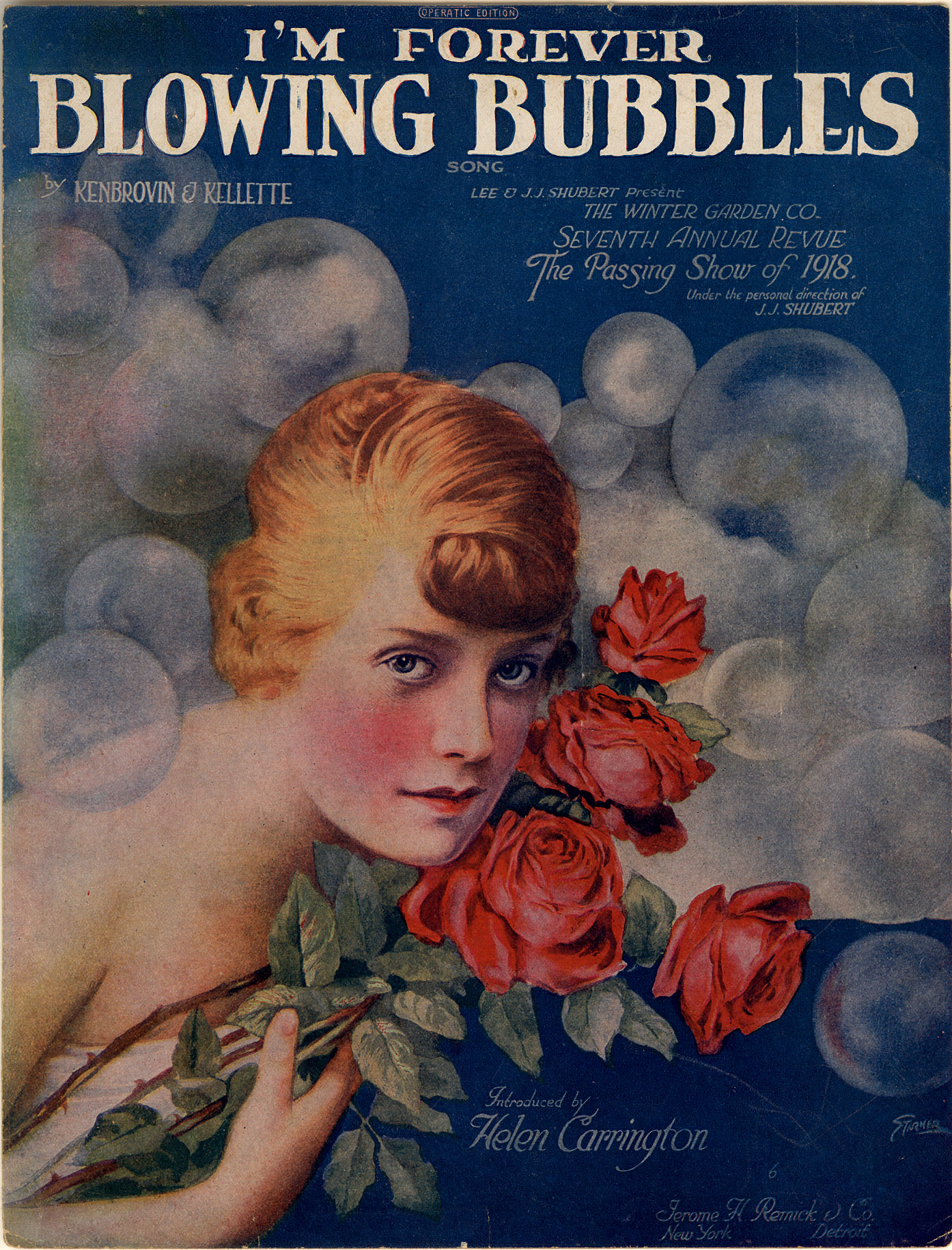

I'm Forever Blowing Bubbles es una popular canción estadounidense que debutó en 1918 y se publicó por primera vez en 1919, desde esa fecha ha sido una canción exitosa para varios artistas a lo largo de los años. También es el himno del club de la Premier League inglesa  West Ham United.

## Historia

### Creación
La música fue escrita por John Kellette. Las letras se acreditan a "Jaan Kenbrovin", en realidad un seudónimo colectivo para los escritores James Kendis, James Brockman y Nat Vincent, combinando las tres primeras letras de cada letrista apellido. 
"I'm Forever Blowing Bubbles" se registró originalmente en 1919 y era propiedad de  Kendis-Brockman Music Co. Inc. Este fue transferido más tarde ese año a Jerome H. Remick & Co. de Nueva York y Detroit. Cuando se escribió la canción, James Kendis, James Brockman y Nat Vincent tenían contratos separados con los editores, lo que los llevó a usar el nombre Jaan Kenbrovin como crédito en esta canción. James Kendis y James Brockman fueron socios de Kendis-Brockman Music Company.

### Se convierte en un éxito
El  vals fue un gran éxito Tin Pan Alley, y fue interpretado y grabado por la mayoría de los principales cantantes y bandas de fines de la década de 1910 y principios de la década de 1920. La canción fue un éxito para la Orquesta Novelty de Ben Selvin en 1919. La grabación Original Dixieland Jass Band del número es un ejemplo temprano inusual de jazz en tiempo 3/4.
El escritor Ring Lardner parodió la letra durante el escándalo  Black Sox de 1919, cuando comenzó a sospechar que los jugadores en el Chicago White Sox (un béisbol de los Estados Unidos) equipo) estaban perdiendo deliberadamente la Serie Mundial ante los Cincinnati Reds.  Su versión comenzó: "Siempre estoy jugando juegos de pelota".

## Letras
La letra original (según la primera publicación)
| En inglés: I'm dreaming dreams, I'm scheming schemes, I'm building castles high. They're born anew, Their days are few, Just like a sweet butterfly. And as the daylight is dawning, They come again in the morning. I'm forever blowing bubbles, Pretty bubbles in the air, They fly so high, Nearly reach the sky, Then like my dreams, They fade and die. Fortune's always hiding, I've looked everywhere, I'm forever blowing bubbles, Pretty bubbles in the air. When shadows creep, When I'm asleep, To lands of hope I stray. Then at daybreak, When I awake, My bluebird flutters away. Happiness new seemed so near me, Happiness come forth and heal me. I'm forever blowing bubbles, Pretty bubbles in the air. They fly so high, Nearly reach the sky, Then like my dreams, They fade and die. Fortune's always hiding, I've looked everywhere, I'm forever blowing bubbles, Pretty bubbles in the air. |  | En castellano: "Estoy soñando sueños", "Estoy tramando esquemas", "Estoy construyendo castillos altos". "Han nacido de nuevo", "Sus días son pocos", "Como una dulce mariposa". "Y como amanece", "Vienen de nuevo por la mañana". Siempre estoy soplando burbujas, "Burbujas bonitas en el aire", "Vuelan tan alto", "Casi llega al cielo", "Entonces como mis sueños", "Se desvanecen y mueren". "La fortuna siempre se esconde", "He buscado por todas partes", Siempre estoy soplando burbujas, "Burbujas bonitas en el aire". "Cuando las sombras se arrastran", "Cuando estoy dormido", "A tierras de esperanza me desvío". "Entonces al amanecer", "Cuando despierto", "Mi pájaro azul se aleja". "La felicidad nueva parecía tan cercana a mí", "La felicidad surge y me cura". Siempre estoy soplando burbujas, "Burbujas bonitas en el aire". "Vuelan tan alto", "Casi llega al cielo", "Entonces como mis sueños", "Se desvanecen y mueren". "La fortuna siempre se esconde", "He buscado por todas partes", Siempre estoy soplando burbujas, "Burbujas bonitas en el aire". |

## Conexión West Ham
La canción es bien conocida en Inglaterra como el himno del club de  West Ham United, un club de fútbol con sede en East End de Londres. 
En el West Ham United la canción se convierte en símbolo hacia finales de la década del 1920 cuando  Billy Murray jugaba  y era muy parecido a un personaje que aparecía en una pintura de John Everett Millais. Esta pintura era conocida como “Bubbles” (Burbujas (pintura)) y a la vez era usada como publicidad por una empresa que vendía que jabones la empresa jabón Pears. Por lo tanto de ahí venía el apodo de Billy Murray. El presidente del West Ham en esa época solía cantar esa canción cada vez que el equipo jugaba bien. la historia luego marcaría que los hinchas adoptaron “I'm Forever Blowing Bubbles” como su himno.
Se dice que fue adoptado por los partidarios de West Ham en la década de 1920 (aunque no hay registro de fanáticos de West Ham cantando la canción hasta 1940), y ahora es uno de los himnos de clubes más reconocibles en Fútbol Inglés, junto con canciones adoptadas de manera similar por otros clubes, como "Keep right on to the end of the road", "You'll Never Walk Alone", "Blue Moon (1934 song)", "Blue Is the Colour", Glory, Glory, Tottenham Hotspur, “On the Ball, City” and "Blaydon Races"